# كي يان
كي يان (بالصينية: 柯岩) (14 يوليو 1929، تشنغتشو في الصين - 11 ديسمبر 2011)؛ كاتِبة مُتخصِّصة في أدب الأطفال وشاعرة صينية.